# ريال عماني
الريال العُماني العملة الرسمية في سلطنة عمان، ويتكون الريال من 1000 بيسة صادرة عن البنك المركزي العماني. بدأ استخدامه بعد أن توقف استخدام الروبية الخليجية. وهو عبارة عن عملات معدينة وورقية، الأوراق النقدية المتداولة منه: 1 ريال، 5 ريالات، 10 ريال، 20 ريال، 50 ريال.

## التاريخ
قبل عام 1940م، والروبية الهندية وتالر ماريا تيريزا (المعروفة محلياً الريال) كانت العملات الرئيسية المتداولة في مسقط وعُمان، مع الروبية المتداولة على الساحل وتالر في المناطق الداخلية. تالر ماريا تريزا قدرت بيزة 230، مع تساوي الروبية 64 بيزة.
في عام 1940م، أدخلت القطع النقدية للاستخدام في ظفار، تليها عملات معدنية للاستخدام في عمان، في عام 1946م، كلا كوينجس مقوماً بيسة (أي ما يعادل بيزة)، مع 200 بيسة إلى الريال. الروبية الهندية، ومنذ عام 1959م، واصلت الروبية الخليجية تعميم.
في عام 1970م، قدم الريال السعيدي بالعملة لسلطنة عمان. كان يساوي الجنيه الإسترليني واستبدال الروبية الخليجية بمعدل حوالي 21 روبية للريال. وكان تقسيم الريال الجديد إلى 1000 بيسة. الريال العُماني محل الريال السعيدي على قدم المساواة في عام 1973م. تم تغيير اسم العملة بسبب تغيير النظام في عام 1970م والتغيير اللاحق لاسم البلد.
في 7 يناير 2024، أصدر البنك المركزي العماني تعميمًا بشأن سحب الأوراق النقدية من الإصدار الخامس لعام 1995، والأوراق النقدية من الإصدار المعدل لعام 2000، والورقة النقدية التذكارية من فئة ريال واحد لعام 2005، وورقة العشرين ريال التذكارية لعام 2010، بالإضافة إلى الأوراق النقدية من الإصدارات المعدلة لعامي 2011 و2012، والورقة التذكارية من فئة ريال واحد لعام 2015، والورقة النقدية من فئة خمسين ريالا المعدلة لعام 2019 من التداول، على أن يتم ذلك خلال مدة لا تتجاوز 360 يومًا بدءًا من تاريخه، أي أنه بعد 31 ديسمبر 2024، ستفقد هذه العملات صلاحيتها كعملة قانونية للتداول.

## العملات المعدنية
في 1890م، القطع النقدية ل ¼ الآنه الهندية والبيزة وقد صنعت خصيصاً للاستخدام في مسقط وعُمان.
في عام 1940م، صدرت عملات معدنية للاستخدام في ظفار في الطوائف من 10 و20 و50 بيسة. تم إضافة عملات الريال ½ في عام 1948م، تليها 3 بيسات في عام 1959م. في عام 1946م، أدخلت 2 و5 و20 بيسة عملات معدنية للاستخدام في سلطنة عمان. أعقب ذلك، بين عامي 1959م و1960م، 3 بيسات القطع النقدية ½ والريال 1.
في عام 1970م، بدأ العملة لكل من مسقط وعُمان. وكانت الطوائف بيسات 2، 5، 10، 25، 50 و100. في عام 1975م، وصدرت عملات جديدة مع اسم البلد كسلطنة عمان. عملات ¼ والريال ½ أدخلت في عام 1980م. القطع النقدية المتداولة حالياً:
- 5 بيسات
- 10 بيسات
- 25 بيسة
- 50 بيسة

100 بيسة، ¼ الريال العُماني، وعملات ½ الريال العُماني من المعادن غير الثمينة التي صدرت في الثمانينات.

## العملات الورقية
في 7 مايو 1970م، سلطنة مسقط وعُمان إصدار الأوراق النقدية في الطوائف من 100 بيسة، ريال سعيدي ¼، ½، 1، 5، 10. أعقب الملاحظات عن 100 بيسة، ¼، ½، 1، 5، 10 ريال عماني الصادرة عن «المجلس عملة سلطنة عُمان» في 18 نوفمبر 1972م. من عام 1977م، أصدر البنك المركزي العماني 20 ريال و50 ريال مذكرات عرض، التي تلت ذلك من 200 بيسة تلاحظ في عام 1985م. المذكرات المتداولة حالياً:
| 1995 سلسلة | 1995 سلسلة | 1995 سلسلة | 1995 سلسلة             | 1995 سلسلة                                                             | 1995 سلسلة                                                  |
| الصورة     | الصورة     | قيمة       | اللون الرئيسي          | الوصف                                                                  | الوصف                                                       |
| الوجه      | عكس        | قيمة       | اللون الرئيسي          | الوجه                                                                  | عكس                                                         |
| ---------- | ---------- | ---------- | ---------------------- | ---------------------------------------------------------------------- | ----------------------------------------------------------- |
|            |            | 100 بيسة   | اللون الأخضر           | السلطان قابوس بن سعيد بن تيمور آل سعيد، قناة الري                      | الصقر، المها العربي                                         |
|            |            | الريال ½   | اللون البنفسجي         | السلطان قابوس بن سعيد بن تيمور آل سعيد، قلعة بهلا                      | حصن الحزم، قلعة النخل                                       |
|            |            | الريال 1   | اللون البنفسجي         | السلطان قابوس بن سعيد بن تيمور آل سعيد، مجمع السلطان قابوس الرياضي     | الخنجر العماني (خنجر)، فضة الأساور والحلي، المراكب الشراعية |
|            |            | 5 ريال     | اللون الأحمر           | السلطان قابوس بن سعيد بن تيمور آل سعيد، جامعة السلطان قابوس            | نزوى                                                        |
|            |            | 10 ريال    | اللون البني            | السلطان قابوس بن سعيد بن تيمور آل سعيد، برج النهضة                     | حصن مطرح                                                    |
|            |            | 20 ريال    | اللون الأخضر           | السلطان قابوس بن سعيد بن تيمور آل سعيد، البنك المركزي العماني (مسقط)   | سوق مسقط للأمن، منطقة الرسيل الصناعية                       |
|            |            | 50 ريال    | اللون الزهري والبنفسجي | السلطان قابوس بن سعيد بن تيمور آل سعيد، وزارة المالية والاقتصاد (مسقط) | مبنى مجلس الوزراء ومبنى وزارة المالية والصناعة (مسقط)       |

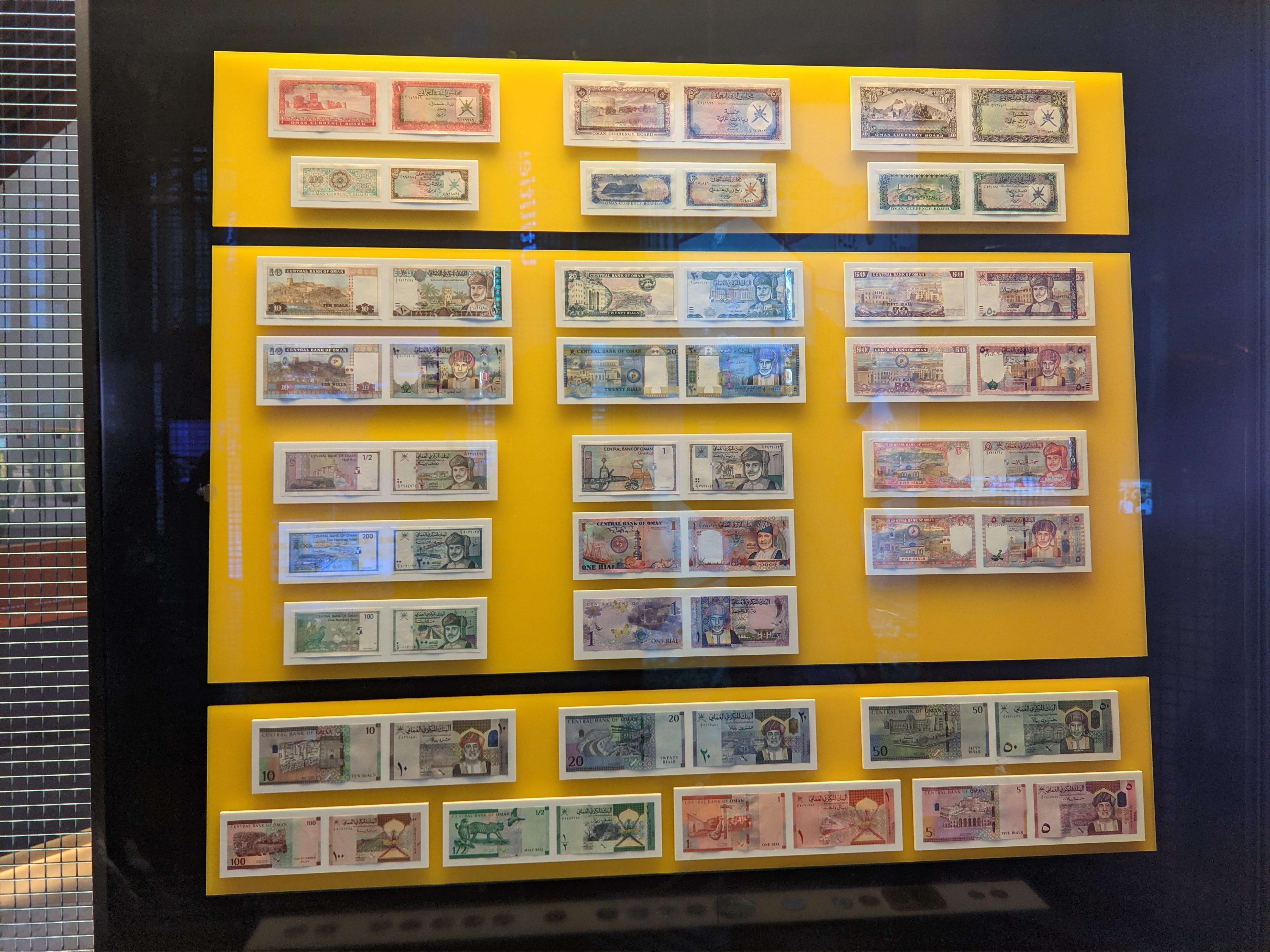
صورة تظهر تغيّر شكل العملة الورقية العمانية عبر الزمان

ملاحظة 1 ريال الجديد الآن في التداول جنباً إلى جنب مع المذكرة عام 1970م، لا يزال مقبول. ملاحظة 1 ريال الجديد الأحمر، على غرار المذكرة 5 ريال. صدرت مذكرة 20 ريال اللون الأخضر الجديد في عام 2010م بمناسبة العيد الوطني العُماني المجيد 40 وتقبل الملاحظات الجديدة. ملاحظة 200 بيسة الآن خارج نطاق التداول.
على الرغم من أن تلاحظ ال100 بيسة وال20 ريال كلاهما اللون الأخضر، السابق أصغر بكثير، وهكذا هما يمكن تمييزها بسهولة.

## سعر صرف ثابت1995
من عام 1973م إلى عام 1986م، كان سعره الريال إلى دولار أمريكي ريال = 2.895 دولارات. في عام 1986م، تم تغيير المعدل إلى 1 ريال = 2.6008 دولار أمريكي،  الذي يترجم إلى حوالي 1 دولار أمريكي = 0.384497 ريال. البنك المركزي يشتري دولار أمريكي في 0.384 ريال، وبيع الدولار الأمريكي في 0.385 الريال. وهو وحدة العملة قيمتها الثالث أعلى بعد الدينار الكويتي والدينار البحريني.

## العملات المتداولة
- عملات معدنية متداولة
  - 5 بيسة، 10 بيسة، 25 بيسة، 50 بيسة.
- فئات الريال الورقية المتداولة
  - 500 بيسة.
- أوراق نقدية متداولة
  - 1 ريال، 5 ريال، 10 ريال، 20 ريال، 50 ريال.
- 1 ريال عماني = 2.5967 دولار أمريكي.
- 1 دولار أمريكي = 0.3851 ريال عماني.

## وصلات خارجية
- البنك المركزي العماني